# Lin (Korça)
Lin falu Albánia délkeleti részén, az Ohridi-tó nyugati partján, az albán–macedón határ közelében, Pogradectől légvonalban 19, közúton 20 kilométerre északi irányban. Korça megyén belül Pogradec községhez tartozik, Udenisht alközség legészakibb települése. A földnyelvre épült falu festői elhelyezkedésének köszönhetően népszerű üdülőhely, emellett itt, a 6. századi lini bazilika romjainál található Albánia egyik legteljesebben fennmaradt kora keresztény mozaikpadlója. 2019-től az albániai helyszínekkel kibővített Ohrid-régió világörökségi helyszín része.

## Fekvése
Lin az Ohridi-tóba nyúló, mintegy 500 méter hosszú és 200 méter széles, délnyugat–északkeleti irányú földnyelv északnyugati oldalán található kis falu. A közelében halad el a Tiranát Elbasanon keresztül Korçával összekötő SH3-as jelű főút, ezen keresztül közelíthető meg a mindössze 9 kilométerre lévő albán–macedón határ, a qafë-thanai határátkelő is.

## Története
A régészeti ásatások alapján már a vaskor korai szakaszában, azaz az i. e. 2–1. évezred fordulóján nagyobb település állt a helyén. A feltárások során előkerült szürkekerámia a korai vaskor preillír tárgyi anyagával, a festett kerámiatöredékek pedig a szintén korabeli treni műveltséggel mutatnak tipológiai rokonságot. Ezek alapján az albán régészettudomány az illírek közé tartozó dasszaréták egyik településének véli Lin elődjét.
- Az ókeresztény bazilika romjai
- A mozaikpadló részlete

A közeli Lükhnisz (a mai Ohrid) kora keresztény püspökei a 6. század első felében itt építették fel nyári rezidenciájukat, és ugyanekkor épült fel a polikromatikus padlómozaikkal díszített lini bazilika is, amelynek romjai ma is láthatóak. Egyes feltevések szerint erre az időpontra megy vissza a falu nevének eredete is, amely a püspöki székhely Lükhnisz nevének átvételével, majd lerövidülésével alakult ki. A bazilikát erődítették, a földnyelvet lehatároló vastag fal védte a szárazföld felől. A püspöki palota és a bazilika egyaránt a 8. században vált a tűz martalékává, majd a Bolgár Birodalom 12. századi hódításával a település is elnéptelenedett. A középkor későbbi szakaszában a falu ismét benépesült, és a korábbi ókori bazilika alapjainak felhasználásával új templomot építettek a helyiek, amelynek védőszentje Szent Atanáz volt (Kisha e Shën Thanasit).
Lin az elmúlt évszázadokban jelentéktelen halászfalu volt. Az első világháborúban, 1916-tól az Osztrák–Magyar Monarchia megszállása alatt állt, bár 1917 szeptemberében a francia csapatok a település határáig nyomultak előre. A háború lezárultával, a párizsi nagyköveti konferencia 1921. november 9-én véglegesített döntése értelmében Lint és vidékét Albániának ítélték, hogy az Ohridi-tó nyugati partvidékén keresztül biztosítsák a délkeleti országrész (Korça stb.) összeköttetését Közép-Albániával. Az albán–jugoszláv határt azonban közvetlenül Lintől északra húzták meg, ezzel a falut elvágták hagyományos piachelyeitől, Sztrugától és Debartól. A második világháborúban, 1941. január elején az olasz–görög front egyik nagy összecsapása zajlott Lin közelében.

## Nevezetességei

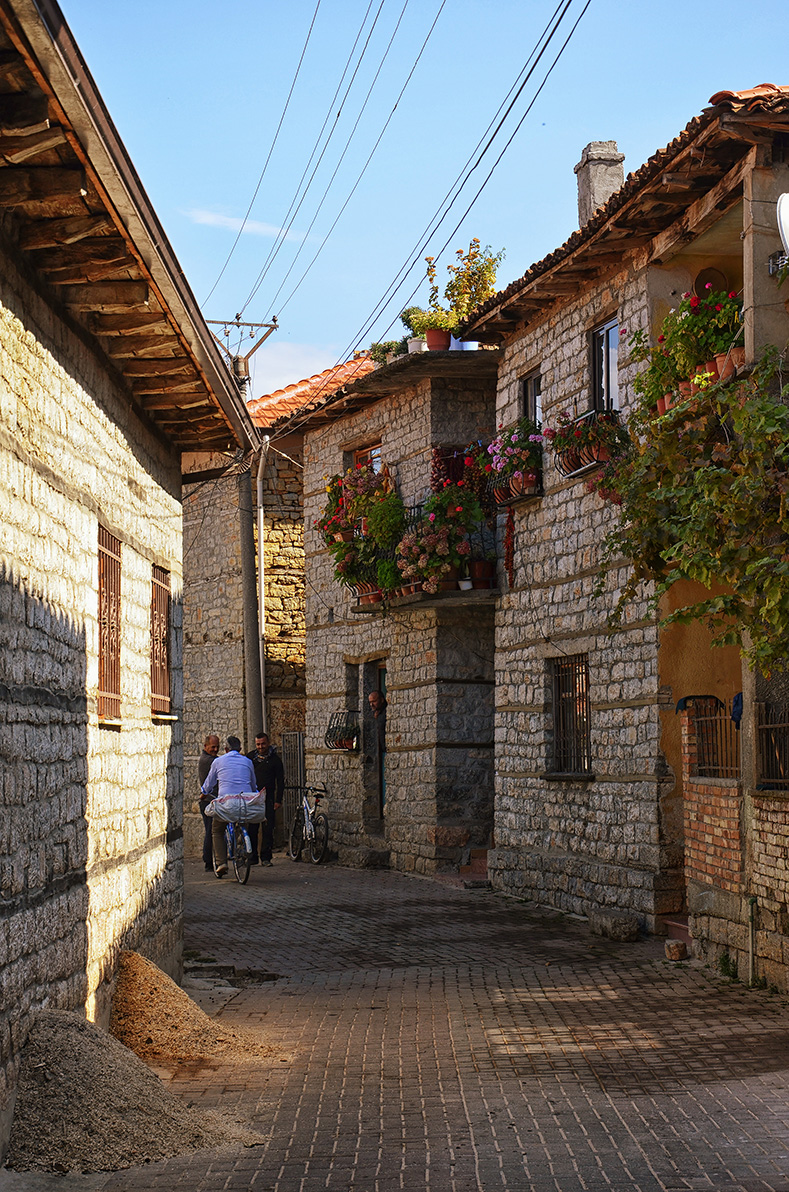
Lini utcarészlet

Lin hangulatos egyutcás falu, az útikönyvek szerint az Ohridi-tó albán oldalának egyik legfestőibb része. A falu mellett a tóparton kialakított strand és szálláshelyek várják az idelátogatókat. A lakosság vegyes felekezetű, a faluban ortodox templom és mecset egyaránt található. Nevezetes történeti és kulturális emléke a 6. századi ókeresztény bazilika romja, és főként a narthexben, illetve annak oldalkápolnáiban szinte teljes épségben fennmaradt mozaikpadló. A háromkaréjos alaprajzú (triconcha) templom padlóját változatos motívumkincs jellemzi, a geometrikus és növényminták gazdagsága mellett megkapó állatábrázolásokat is látni a fennmaradt felületeken. A falutól északra, a vasút melletti, Peshkim nevű telepnél található egy bizánci templomrom (é. sz. 41° 04′ 34″, k. h. 20° 37′ 36″41.076111°N 20.626667°E).